# Molophilus fusiformis
Molophilus fusiformis är en tvåvingeart som beskrevs av Alexander 1934. Molophilus fusiformis ingår i släktet Molophilus och familjen småharkrankar. Inga underarter finns listade i Catalogue of Life.